# SFRP4
La proteína 4 secretada relacionada con el frizzled es una proteína que en humanos está codificada por el gen SFRP4.

## Función
La proteína 4 relacionada con frizzled secretada (SFRP4) es un miembro de la familia SFRP que contiene un dominio rico en cisteína homólogo al sitio de unión putativo de Wnt de las proteínas Frizzled. Los SFRP actúan como moduladores solubles de la señalización de Wnt. La expresión de SFRP4 en el miocardio ventricular se correlaciona con la expresión génica relacionada con la apoptosis.
SFRP4 es un gen concentrador en un módulo de coexpresión génica asociado a la diabetes tipo 2 en islotes humanos y reduce la secreción de insulina inducida por glucosa a través de la disminución de la exocitosis de células β. La expresión y liberación de SFRP4 de los islotes se ve reforzada por la interleucina-1β . SFRP4 se eleva en suero varios años antes del diagnóstico clínico de diabetes tipo 2. Las personas que tienen niveles superiores al promedio de SFRP4 en la sangre tienen cinco veces más probabilidades de desarrollar diabetes que aquellos con niveles por debajo del promedio.
La concentración de SFRP4 parece correlacionarse con la obesidad y la resistencia a la insulina sistémica.